# Herren von Ofteringen

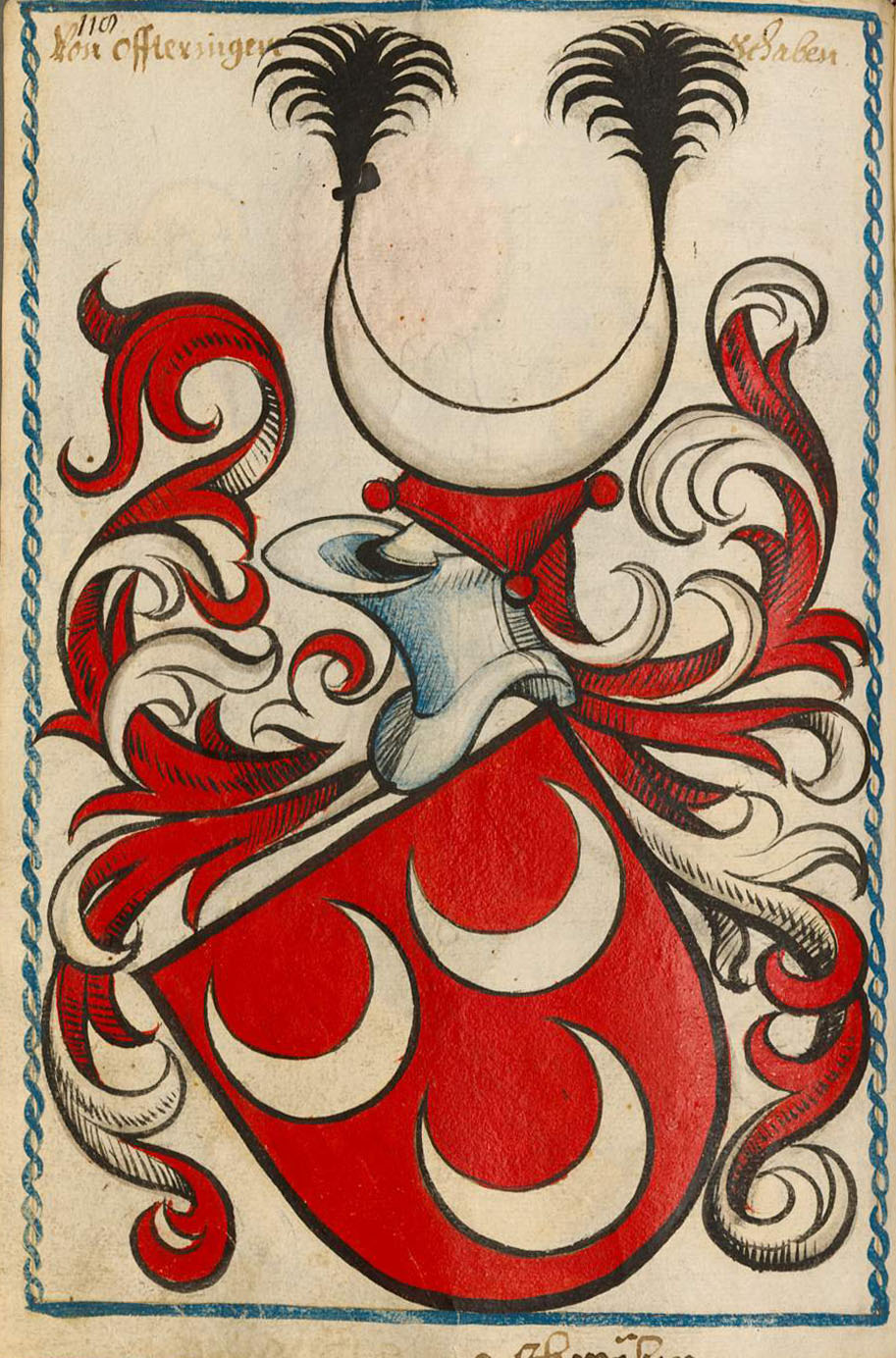
Wappen der Ritter von Ofteringen im Scheiblersches Wappenbuch

Die Herren von Ofteringen oder Ritter von Ofteringen waren ein süddeutsches Adelsgeschlecht in der Grafschaft Stühlingen mit Sitz auf der Burg Ofteringen.

## Geschichte
1240 erscheint mit der ersten Nennung des Ortes auch ein Ritter Gerung von Ofteringen. 1251 wird ein Herr Huc von Ofteringen genannt im Verlauf der Küssenberger Erbes der Grafen von Küssenberg.
1384 war Katharina von Ofteringen Priorin des Frauenklosters Riedern am Wald.
1349 wird der St. Georgsritter Friedrich von Ofteringen in Zusammenhang mit der Burg Untermettingen erwähnt. 1421 kaufte Herman von Ofteringen von Hartman von Hünenberg Burg und Herrschaft Gurtweil. Nach der verlustreichen Schlacht von Sempach 1386 wo die Herren von Hünenberg Seiten der Habsburg gekämpft hatten, verloren diese nicht nur Rudolf von Hünenberg, der mit einer Tochter des Rudolf von Schönau verheiratet war, sondern auch deren Stammburg Hünenberg im Kanton Zug, die in Folge des Krieges von den Eidgenossen zerstört worden war. 
Im minderen Laufenburg hatten die Ritter von Ofteringen die Burg Ofteringen zu Lehen. 1428 kauft Junker Heinrich von Erzingen von Hans von Tüfen diese Burg Ofteringen samt Leuten die dazugehören.
1523 verkaufen die Vormünder des Ludwig Truchsess die Herrschaft Ofteringen dem edelfesten Junker Hans Ulrich von Ofteringen, genannt Gutjahr, Schultheiß zu Waldshut.
Am 3. November 1550 erhielt Pankraz von Ofteringen, genannt Gutjahr, einige Lehnsrechte und Zehntgefälle der Reuentaler Mühle von den Grafen von Lupfen.
Am 6. Dezember 1678 übergibt die Witwe Margarethe Agathe von Ofteringen, geb. Keller von Schleitheim – nach erfolgtem Testament ihres Gemahls Junker Karl von Ofteringen, der letzte seines Geschlechts, der auf einer Reise nach Waldshut schwer erkrankte und im Kapuzinerkloster Waldshut gepflegt wurde – den gesamten Besitz Ofteringen an das Kloster Rheinau.

## Wappen
Es zeigt drei liegende silberne Mondsicheln auf rotem Feld. Dieses Wappen hat die spätere Gemeinde übernommen. Das Wappen der Grafen von Küssenberg hatte ein in Blau und Silber gespaltenes Schild und drei rote Halbmonde in der silbernen Hälfte.
Das Wappen der Gemeinde Oftringen in der Schweiz leitet sich vom Ofteringer Wappen ab. Der Ort Oftering in Österreich hat jedoch ein völlig anderes Wappen. Drei liegende silberne Halbmonde auf schwarzem Schild hatten die Herren von Bergen.
In Ofteringen, jedoch auf der gegenüberliegenden Seite der Wutach, gibt es die Reuentaler Mühle heute ein Gasthof im Besitz des Geschlechts Ofteringer, die sich von den Rittern von Ofteringen herleiten.